# Cesare Veneziani
Cesare Veneziani (Bergamo, 11 gennaio 1934 – Bergamo, 18 gennaio 2023) è stato un politico italiano, sindaco di Bergamo dal 1999 al 2004.

## Biografia
Cesare Veneziani è stato manager della Fiat, ricoprendo ruoli direzionali in Italia e all'estero nelle aziende del gruppo Fiat: Impresit, Telettra, Magneti Marelli.

### Sindaco di Bergamo (1999-2004)
Nel 1999 Veneziani viene candidato dal Polo delle Libertà come sindaco di Bergamo, sfidando l'uscente Guido Vicentini. Vicentini al primo turno conquista il 30,95% dei voti, contro il 40,3% di Veneziani. Al ballottaggio del 27 giugno Veneziani risulta eletto, riuscendo a far confluire sulla sua candidatura il 18,4% di voti leghisti della già candidata Raffaella Bordogna.
Tra i provvedimenti della giunta Veneziani:
- la costruzione del sottopasso del rondò delle Valli;
- la nuova stazione autolinee;
- la Fiera Nuova di Bergamo in via Lunga;
- la nuova biblioteca Tiraboschi di Mario Botta;
- il Palatenda (Creberg Teatro Bergamo);
- la progettazione e cantierazione della Tangenziale Est di Bergamo - opera in seguito cancellata tra le polemiche dalla successiva amministrazione che preferì pagare una penale pari a 1 milioni di Euro e rinunciare a 15 milioni di Euro di finanziamento regionale anziché consentire l'avvio materiale del cantiere[2].

Nel 2000 Cesare Veneziani sottoscrisse l'Accordo di Programma per la costruzione del nuovo complesso degli Ospedali Riuniti nell'area della Trucca, dando seguito ad una decisione presa dalla precedente amministrazione contro il parere degli estensori del piano regolatore, che avevano scelto per l'opera l'area della Martinella, a nord-est, a causa della natura paludosa dei terreni della Trucca. L'area della Trucca, inoltre, si trova sulla rotta usata dagli aerei per decollare dall'aeroporto di Orio al Serio e a 1500 metri da una fabbrica chimica di Mozzo inserita nell'elenco regionale delle aziende a rischio di incidente rilevante. In aggiunta a ciò, la struttura, la cui inaugurazione era inizialmente prevista per la primavera 2010, ha dovuto fare i conti con la presenza in zona di una falda acquifera tanto alta da allagare, nei giorni di pioggia intensa, gli scantinati della torre 5. Nel 2012, dopo vari rinvii e risolto il problema della falda con la costruzione di un nuovo canale di scolo, l'ospedale è stato finalmente aperto al pubblico ed oggi è pienamente funzionante.

### La mancata rielezione e le esperienze successive
Nel 2004 si ricandida, sostenuto anche dalla Lega Nord, ma perde le elezioni contro lo sfidante Roberto Bruni, sostenuto da tutto il centrosinistra. Veneziani dà la colpa della sconfitta elettorale alla stampa locale (L'Eco di Bergamo) ed al mondo cattolico:
Nel 2005 viene candidato dall'UDC a consigliere regionale, ma non risulta eletto.
Muore il 18 gennaio 2023 nella sua città natale, all'età di 89 anni.